# Fahd Larhzaoui
Fahd Larhzaoui (Gouda, 10 november 1978) is een Nederlands acteur.

## Carrière
Larhzaoui is vooral bekend van het populaire kinderprogramma Huisje Boompje Beestje dat tot 2014 te zien was op de Nederlandse televisie . Van 2004 tot 2008 danste Larhzaoui als achtergronddanser voor Idols-finaliste Hind Laroussi. Vanaf 2009 tot en met 2012 speelde Larhzaoui in een aantal producties, waaronder Spinazie Spinoza en de met een Gouden Krekel genomineerde voorstelling Krijg Nou Titus bij theatergroep Siberia, wat sinds 15 juni 2013 het nieuwe Maas Theater en Dans is, in Rotterdam. In 2012 speelde Larhzaoui de hoofdrol in Ik Driss De Musical van regisseur Bart Oomen. In 2014 en 2015 toerde Larhzaoui met zijn monoloog Schijn door verschillende theaters in Nederland, België, Suriname en Curaçao. Schijn is het levensverhaal van Larhzaoui en is geschreven door scenarist Don Duyns. Schijn werd geselecteerd voor het Nederlands Theater Festival als een van de beste theaterproducties van 2014.
Larhzaoui speelde verschillende (gast)rollen bij onder andere Flikken Rotterdam, Moordvrouw seizoen 7 en Deadline van de VARA. In 2018 was Larhzaoui te zien in Duivelse Dilemma's Het Laatste Verhoor als rechercheur Marwan Zahiri. In het voorjaar van 2020 is Larhzaoui te zien in de serie Papadag 2 als Terence Blijleven. Voor zijn tweede solovoorstelling Shirt Uit Fahd werd Larhzaoui door NRC-recensent Elisabeth Oosterling in haar top 3 genoemd voor de Louis d'Or (beste mannelijke hoofdrol).
In 2022 is Larhzaoui te zien in de internationale speelfilm El Houb van regisseur Shariff Nasr. De film is geproduceerd door BIND FILM in co-productie met de VPRO.
El Houb (De Liefde) is verkocht aan zeven landen. De film gaat onder anderen te zien zijn in de Amerikaanse en Canadese bioscopen.
Naast de grote release in de bioscopen is El Houb wereldwijd ook op verschillende filmfestivals te bewonderen. Heeft op het Seattle Queer Film Festival de jury Award gewonnen voor Best Narrative Feature Film.
Op het Gouden Kalveren Gala heeft El Houb eind 2023 het prestigieuze Gouden Kalf gewonnen voor Beste Scenario - Shariff Nasr & Philip Delmaar.
Larhzaoui was voor zijn rol in El Houb genomineerd voor Het Gouden Kalf Beste Hoofdrol.

## Werkervaring

### Theater
- 2023: Midzomernachtsdroom - Theater Oostpool - Regie: Daria Bukvić (reprise)
- 2022: Midzomernachtsdroom - Theater Oostpool - Regie: Daria Bukvić
- 2021: Shirt Uit Fahd - Het Zuidelijk Toneel/OBATheater - Regie: Bram Jansen - Tekst: Don Duyns *Queer Theater Festival
- 2021: Desperado – Theatergroep Suburbia – Regie: Albert Lubbers
- 2020: Schijn – Delamar Theater  – Regie: Floris van Delft – Tekst: Don Duyns *Klein Publiek, Groot Gebaar
- 2019: Shirt Uit Fahd – Het Zuidelijk Toneel/Alles voor de kunsten – Regie: Bram Jansen – Tekst: Don Duyns
- 2018: I Call My Brothers – De Toneelmakerij/Danstheater AYA – Regie: Liesbeth Coltof – Choreografie: Wies Bloemen
- 2017: iHo – Toneelgroep Oostpool – Regie: Marcus Azzini
- 2017: Jihad – Meervaart/Senf – Regie: Daria Bukvić
- 2016: Hamlet – Toneelgroep De Appel – Regie: David Geysen
- 2016: Schijn – Ruhrtriennale | Festival der Künste
- 2016: Kassa – Onderwater Producties – Regie: Jeroen van den Berg
- 2015/2016: Kapsalon de Comedy (reprise) – Meervaart – Regie: Bart Oomen
- 2015: Schijn Suriname – Nederlandse Ambassade/Stichting Parea
- 2015: Schijn – Likeminds – Regie: Floris van Delft – Tekst: Don Duyns (Reprise)
- 2015: Kinder Water Concert – Festival Classique/Maas TD – Regie: Jolanda Spoel
- 2015: Schijn Curaçao – Theater Luna Blou
- 2015: Schijn – Likeminds – Regie: Floris van Delft – Tekst: Don Duyns (Reprise)
- 2014: Kapsalon de Comedy – De Meervaart – Regie: Bart Oomen
- 2014: Schijn – Likeminds – Regie: Floris van Delft – Tekst: Don Duyns (Selectie Nederlands Theater Festival 2014)
- 2013: Atalanta – Theatergroep Mangrove – Regie: Annemieke van der Linde
- 2012: Ik Driss De Musical – Meervaart – Regie: Bart Oomen
- 2012: Spinazie Spinoza (reprise) – Theatergroep Siberia – Regie: Jolanda Spoel
- 2012: Nachtgasten – Nachtgasten
- 2011/2012: Dossier Odyssee – Theatergroep Siberia – Regie: Paul Knieriem
- 2011: Invisible – Urban Myth – Regie: Jorgen Tjon a Fong
- 2011: Stuk – Theatergroep Siberia – Regie: Jolanda Spoel
- 2011: Nachtgasten – Nachtgasten
- 2010: Spinazie Spinoza – Theatergroep Siberia – Regie: Jolanda Spoel
- 2009/2010: Krijg Nou Titus – Theatergroep Siberia – Regie: Floris van Delft (Nominatie Gouden Krekel)
- 2009: Vrije Val – MC/Hollandse Nieuwe – Regie: Lenne Koning
- 2008: Goal – MC – Regie: Marjorie Boston & Maarten van Hinte
- 2007/2008: Gastuh – Rotjong – Regie: Maarten Bakker
- 2007: Bronstsluier – Danstheater AYA – Choreografie & Regie: Wies Bloemen
- 2007: Iedereen Doet Maar Wat – Ro Theater – Regie: Rogier Philipoom
- 2007: Stank – MC/Hollandse Nieuwe – Regie: Karim Traidia
- 2007: Casadam – Entre Nous – Regie: Roel Voorbij (Marokko – F.I.T.U.C Festival)
- 2006/2007: Kwaad Bloed – Rotterdams Lef – Regie: Jolanda Spoel
- 2006: Shorties – Rotterdams Lef – Regie: Nasrdin Dchar
- 2004/2005: Djinx – Rotterdams Lef – Regie: Jolanda Spoel
- 2001/2002: We Want Just Us – Nu Theater – Regie: Malumba (Baltimore U.S.)

### Televisie
- 2026: Droneland | Sami Khalid | TopKapi Films/Syrreal Cats/Enter Film/Iris Productions - Regie: Max Zahle & Félix Koch
- 2025: De Vuurwerkramp | Hicham Tahiri | NL Film - Regie: Lourens Blok
- 2024: Medisch Centrum West | Walid Fouad | Talpa Studios - Regie: Pollo de Pimentel
- 2024: Zina | Azzedine | KRO-NCRV - Regie: Fadua El Akchaoui
- 2024: Nemesis | Benjamin | Pupkin Film - Regie: Anielle Webster
- 2024/25: Bodem S1 + S2 | Eric | Topkapi Films/BNNVARA - Regie: Eva Crutzen
- 2024/25: Alles Flex S1 + S2 | Luciën | Pellicola/KRO-NCRV - Regie: Nick Jongerius
- 2023/26: Sleepers S2 + S3 | Mohammed Akra | Fiction Valley/Videoland - Regie: Ivan Lopez Nunez & Isabel Lamberti
- 2023: Allstars & Zonen | Juwelier | Lonesome Cowboys - Regie: Jean van de Velde
- 2022: Eerlijk gestolen | Idriss | Phanta Basta - Regie: Hesdy Lonwijk
- 2022: Het Gouden Uur | Rachid | NL Film - Regie: Bobby Boermans
- 2021: Deep Shit | Adem | Fiction Valley/BNNVARA - Regie: Jamille van Wijngaarden
- 2021: De Roze Revolutie | VPRO - Regie: Michiel van Erp *Vierdelige Serie
- 2020: Vakkenvullers | Vader | NL Film - Regie: Teddy Cherim
- 2020: Klem | Rashid Rabaay | BNNVARA - Regie: Frank Ketelaar
- 2020: SpangaS | Dokter Akabi | NL Film - Regie: David Cocheret
- 2020: Papadag 2 | Terence Blijleven | BosBros/Phanta Film – Regie: Beer ten Kate & Janice Pierre
- 2018: Het Laatste Verhoor | Marwan Zahiri | Talent United Film – Regie: Jaap van Heusden (Duivelse Dilemma’s)
- 2017: Moordvrouw S7 | Lucien Benzaoui | RTL 4 – Regie: Hanro Smitsman, Michiel van Jaarsveld
- 2017: De Spa | Robert | Talpa/Net5 – Regie: Harald van Eck
- 2016: Flikken Rotterdam | Youssef | AVROTROS – Regie: Martin Schwab
- 2009–2014: Huisje, Boompje, Beestje | Fahd | NTR – Regie: Frank van Eijk & Barry Annes
- 2013: Het Mysterie Van | Emir | RTL Productions – Regie: Harald van Eck
- 2013: Danni Lowinski | Mounir El Barkani | Talpa/SBS6 – Regie: Allard Westenbrink
- 2010: Comedy At Work | Bediende | Men At Work TV Produkties – Regie: Jandino Asporaat *The Nanny
- 2007: Deadline | Ismael | VARA – Regie: Arno Dierickx

### Film
- 2023: Kung Fu Leeuw | Jamal | Flinck Film - Regie: Froukje Tan
- 2022: El Houb | Karim Zahwani | BIND/VPRO – Regie: Shariff Nasr  *De Oversteek
- 2021: Meskina | Ibrahim | NEWBE - Regie: Daria Bukvić
- 2020: Mijn vader is een vliegtuig | Verpleger | Topkapi Films - Regie: Antoinette Beumer
- 2018: All You Need Is Love | Roy | NL Film – Regie: Will Koopman
- 2017: Gek van Geluk | Opnameleider | Nijenhuis & Co – Regie: Johan Nijenhuis
- 2017: Nadya | Mounir | Nederlandse Filmacademie – Regie: Timo Ottevanger
- 2016: Zee Vol Tranen | AZC medewerker | 48HFP Rotterdam – Regie: Jildw Albeda
- 2015: Nasser | Vader Tarik | Afstudeerfilm – Regie: Melissa Martens *Nominatie Tent Academy Awards 2015
- 2011: Rabat | Arabic Coach | Habbekrats – Regie: Jim Aasgier
- 2010: Collapsus | Amir |SubmarineChannel
- 2008: Vox Populi | Said | Spaghetti Film – Regie: Eddy Terstall

### Commercials
- 2016: Keuken Concurrent (TV) | Verkoper | Adult – Regie: Erik Bulckens
- 2016: Aegon (TV) | ME'er | Pink Rabbit – Regie: Allard v/d Werff
- 2008: Smiths (TV) | Geluidsman | Regie: Erik de Bruyn
- 2004: Hi (TV)

### Prijzen/Nominaties
- 2023: Winnaar Beste Scenario Gouden Kalf - El Houb
- 2023: Nominatie Beste Hoofdrol Gouden Kalf - El Houb
- 2022: Winner Jury Award Best Feature Film | Seattle Queer Film Festival - El Houb
- 2022: Winner Jury Award Best Narrative Feature Film | Out On Film - El Houb
- 2022: Winner Jury Award Best International Film | Out On Film - El Houb
- 2022: Winner Audience Award Best Feature Film | Outshine Film Festival - El Houb
- 2022: Nomination Best Actor | Festival International de Cinema d'Auteur de Rabat - El Houb